# Athlītikos Omilos Markopoulou (pallavolo femminile)
Il Athlītikos Omilos Markopoulou è una società di pallavolo femminile greca, con sede a Markopoulo Mesogaias, facente parte della omonima società polisportiva e militante nel massimo campionato greco, l'A1 Ethnikī.

## Storia
Il Athlītikos Omilos Markopoulou viene fondato nel 1988 all'interno dell'omonima società polisportiva, impiegando poco più di un decennio per raggiungere la massima divisione del campionato greco, l'A1 Ethnikī, debuttandovi nella stagione 2001-02, classificandosi al settimo posto.
Nella stagione 2005-06 raggiunge per la prima volta una finale, perdendo la sfida scudetto contro il Panathīnaïkos: nonostante la sconfitta, nella stagione seguente debutta nelle competizioni europee, prendendo parte prima alla Top Teams Cup e poi alla Coppa CEV, eliminato ai primi turni.
In seguito il club raggiunge ancora una finale, quella della Coppa di Grecia 2007-08, anche in questo caso sconfitto dal Panathīnaïkos; in campionato invece si fa notare per due terzi posti, ottenuti nel 2007-08 e nel 2009-10, mentre in ambito continentale si spinge fino ai quarti di finale nella Challenge Cup 2008-09.

## Rosa 2021-2022
| N° | Nome                 | Ruolo | Data di nascita  | Nazionalità sportiva |
| -- | -------------------- | ----- | ---------------- | -------------------- |
| 1  | Virginia Dikaioulia  | C     | 8 maggio 1995    | Grecia               |
| 2  | Christina Kotta      | L     | 19 maggio 2000   | Grecia               |
| 3  | Euaggelia Garofalakī | P     | 14 aprile 2003   | Grecia               |
| 5  | Nikī Kōtsara         | S     | 11 dicembre 2004 | Grecia               |
| 7  | Katerina Allagiannī  | C     | 15 giugno 2004   | Grecia               |
| 8  | Errika Gravarī       | C     | 4 novembre 2006  | Grecia               |
| 9  | Anastasia Dīmou      | L     | 20 luglio 2004   | Grecia               |
| 11 | Sharlissa De Jesus   | S     | 17 agosto 1999   | Porto Rico           |
| 12 | Valia Euaggeliou     | S     | 9 dicembre 2005  | Grecia               |
| 13 | Iōanna Spanakī       | O     | 7 maggio 2004    | Grecia               |
| 14 | Alexia Kalantaridou  | S     | 19 gennaio 1995  | Grecia               |
| 15 | Panagiōta Karagiannī | S     | 7 aprile 2005    | Grecia               |
| 16 | Milica Jovanović     | P     | 28 novembre 1998 | Serbia               |
| 19 | Kadi Kullerkann      | O     | 19 agosto 1992   | Estonia              |